# Zvonimir Monsider
Zvonimir Monsider (Zagreb, 8 de gener de 1920 - Crystal River, 16 de març de 1997) fou un futbolista croat de la dècada de 1940.

## Trajectòria
Jugava a la posició de porter. Comença la seva carrera al Ferraria Zagreb i va passar al Concordia Zagreb el 1939. Acabada la Segona Guerra Mundial i amb l'arribada del nou règim a Iugoslàvia, ingressà al nou club Dinamo de Zagreb, juntament amb Vinko Golob i Slavko Beda. L'any 1950 jugà breument a Itàlia, als clubs SS Lazio i Calcio Padova. Visità Barcelona amb l'equip de l'Hungaria, on també jugava Ladislau Kubala, el 1950. A continuació jugà a Deportivo Samarios. Jugà amb la selecció de Croàcia durant la Segona Guerra Mundial i amb la de Iugoslàvia.
Pel que fa a la seva carrera d'entrenador, va entrenar diversos club catalans durant la dècada de 1950, com per exemple: CE Sabadell, UE Sants, Terrassa FC, CE L'Hospitalet, o CF Badalona. També va entrenar equips espanyols com el Barakaldo CF o el Granada CF.